# کیپ گرکو

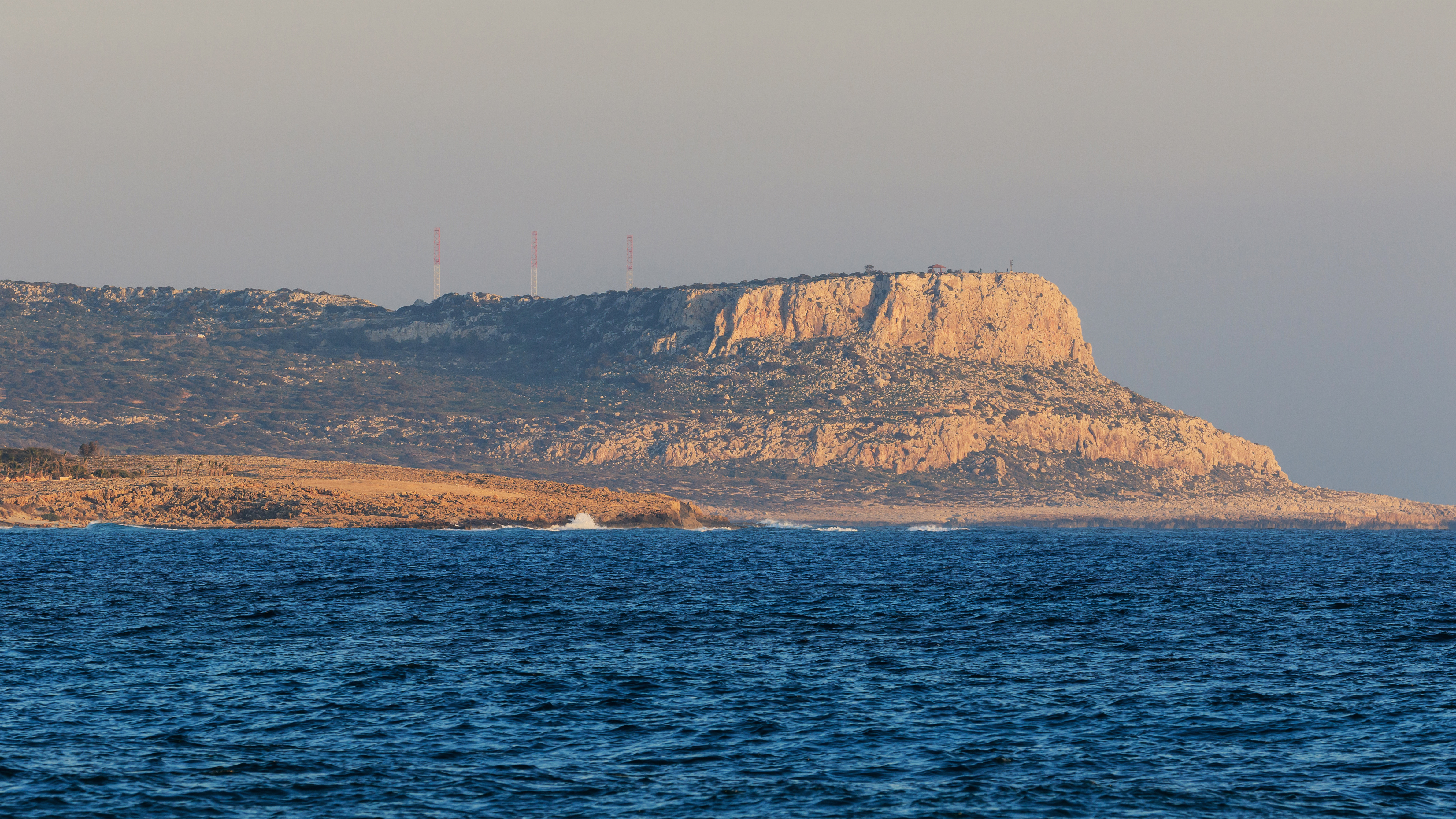
FamagustaDistrict 01-2017 img10 Cape Greco

کیپ گرکو (به یونانی: Κάβο Γκρέκο)، (به ایتالیایی: Greek cape) شبه‌جزیره در جنوب غربی جزیره قبرس که توسط جمهوری قبرس و اتحادیه‌اروپا اداره می‌شود. ایستگاه رادار موج متوسط در پایگاه نظامی بریتانیا در این جزیره قرار دارد.

## جاذبه‌های توریستی
- پارک جنگلی ملی کیپ کرگو که تحت مدیریت اداره جنگلداری وزارت کشور قبرس است.
- بنای یادبود صلح
- منطقه پرواز پاراگلایدر
- سرزمین صخره‌ای گرکو
- فانوس دریایی کیپ گرکو
- قوس‌های سنگی طبیعی
- کلیسای سنت آنارگیروی
- پلاژ برهنگی کونوس
- پلاژ برهنگی غارهای دریایی